# Église Saint-André d'Exmes
L'église Saint-André est une église catholique située à Exmes, en France.

## Localisation
L'église est située dans le département français de l'Orne, sur le territoire de la commune d'Exmes.

## Historique
L'édifice est classé au titre des monuments historiques en 1913.